# ポートレイト (リック・アストリーのアルバム)
『ポートレイト』（Portrait）は、2005年にリリースされたリック・アストリーの6枚目のスタジオ・アルバムである。

## 解説
全曲カバー曲で構成されている。

## 収録曲
1. ヴィンセント - Vincent
2. アンド・アイ・ラヴ・ユー・ソー - And I Love You So
3. ポートレイト・オブ・マイ・ラヴ - Portrait of My Love
4. ある愛の詩　- Where Do I Begin?
5. ジーズ・フーリッシュ・シングス - These Foolish Things
6. クライ・ミー・ア・リヴァー　- Cry Me a River
7. ネイチャー・ボーイ - Nature Boy
8. 遥かなる影 - Close to You
9. ユー・ビロング・トゥ・ミー - You Belong to Me
10. 涙でさようなら - Make It Easy on Yourself
11. サムホエア - Somewhere
12. 好きにならずにいられない - I Can't Help Falling in Love
13. 愛を求めて - What the World Needs Now
14. 誰かがあなたを愛するまでは　- You're Nobody till Somebody Loves You